# Loranthus europaeus
Loranthus europaeus là một loài thực vật có hoa, một cây tầm gửi (bán ký sinh) trên cây Sồi, Dẻ thơm trong họ Loranthaceae. Loài này được Jacq. mô tả khoa học đầu tiên năm 1762.

## Hình ảnh

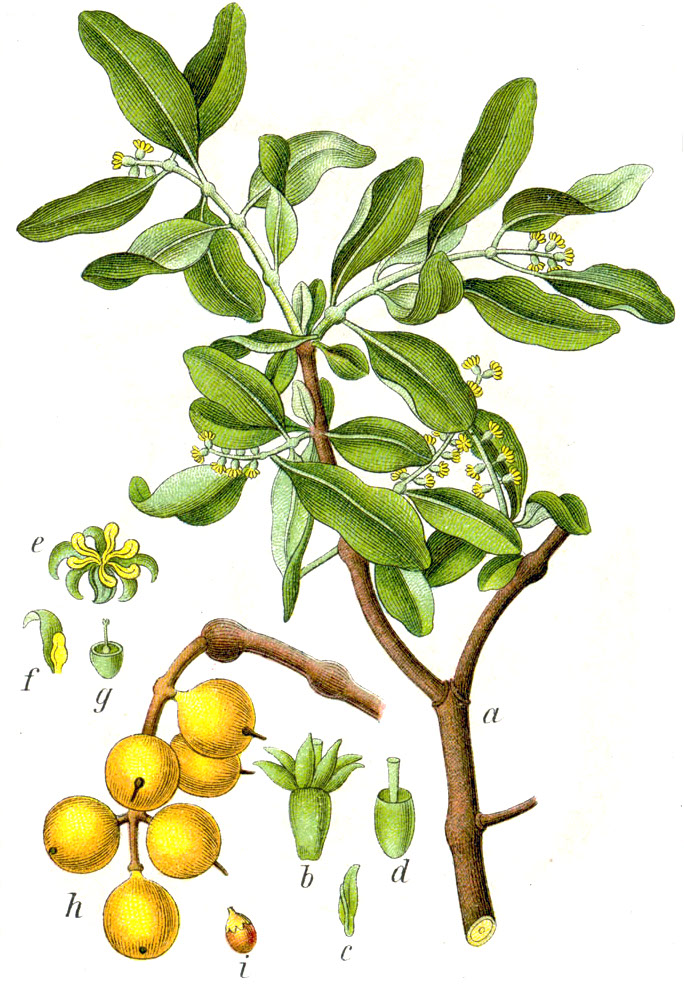
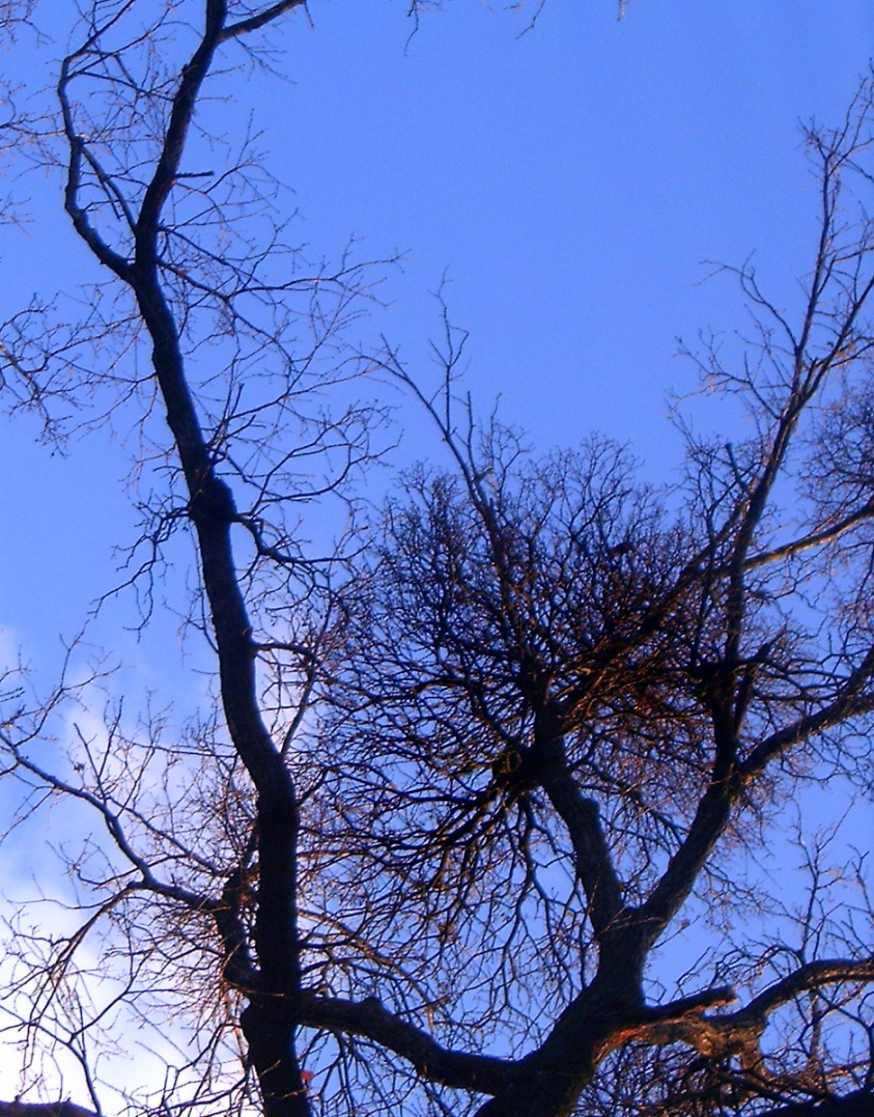
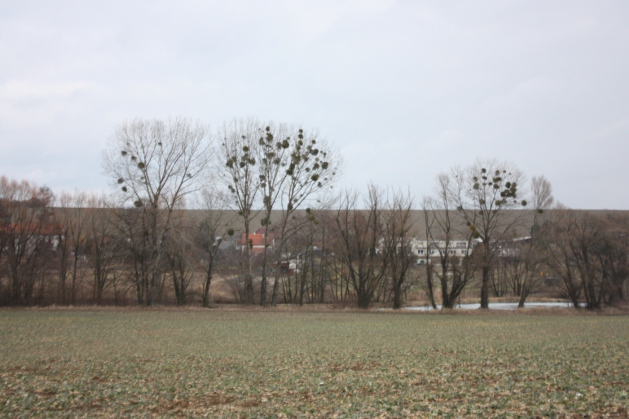
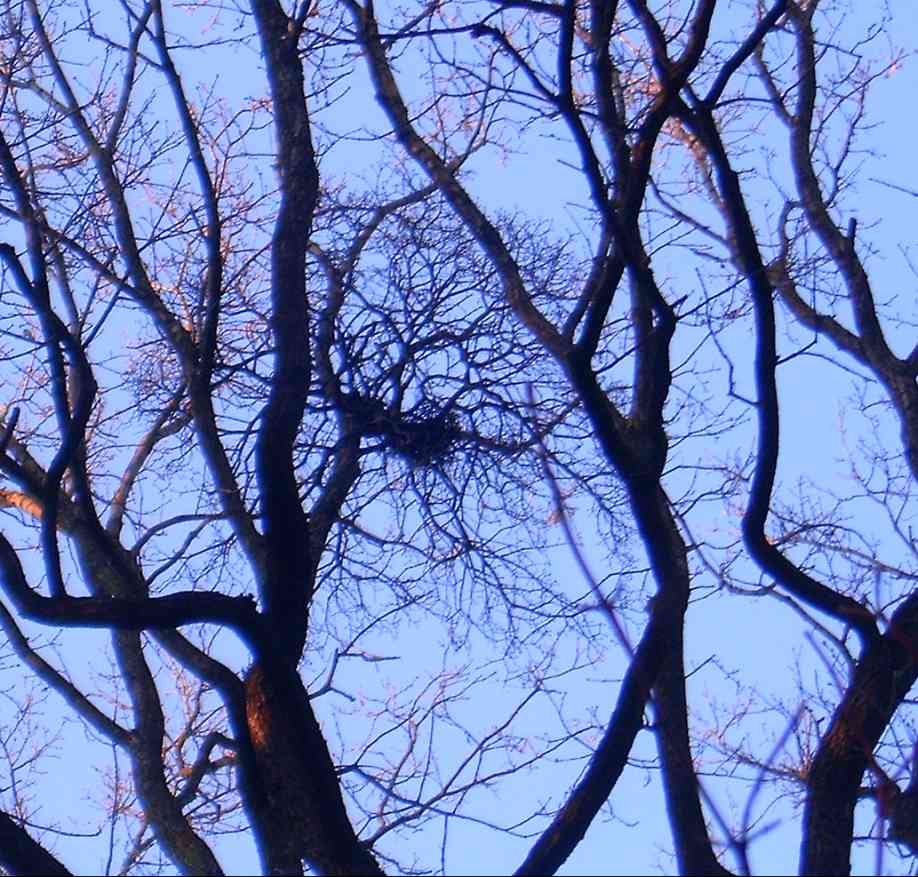